# Asian Indoor & Martial Arts Games 2017/Leichtathletik
| Medaillenspiegel Leichtathletik (nach 25 von 25 Entscheidungen) | Medaillenspiegel Leichtathletik (nach 25 von 25 Entscheidungen) | Medaillenspiegel Leichtathletik (nach 25 von 25 Entscheidungen) | Medaillenspiegel Leichtathletik (nach 25 von 25 Entscheidungen) | Medaillenspiegel Leichtathletik (nach 25 von 25 Entscheidungen) | Medaillenspiegel Leichtathletik (nach 25 von 25 Entscheidungen) |
| Platz                                                           | Land                                                            | Gold                                                            | Silber                                                          | Bronze                                                          | Gesamt                                                          |
| --------------------------------------------------------------- | --------------------------------------------------------------- | --------------------------------------------------------------- | --------------------------------------------------------------- | --------------------------------------------------------------- | --------------------------------------------------------------- |
| 01                                                              | Kasachstan                                                      | 6                                                               | 1                                                               | 3                                                               | 10                                                              |
| 02                                                              | Indien                                                          | 5                                                               | 2                                                               | 1                                                               | 8                                                               |
| 03                                                              | Saudi-Arabien                                                   | 2                                                               | 3                                                               | —                                                               | 5                                                               |
| 04                                                              | Katar                                                           | 2                                                               | 1                                                               | 1                                                               | 4                                                               |
| 05                                                              | Thailand                                                        | 1                                                               | 5                                                               | 4                                                               | 10                                                              |
| 06                                                              | Vietnam                                                         | 1                                                               | 3                                                               | —                                                               | 4                                                               |
| 07                                                              | Volksrepublik China                                             | 1                                                               | 2                                                               | 2                                                               | 5                                                               |
| 08                                                              | Sri Lanka                                                       | 1                                                               | 2                                                               | 1                                                               | 4                                                               |
| 08                                                              | Usbekistan                                                      | 1                                                               | 2                                                               | 1                                                               | 4                                                               |
| 10                                                              | Iran                                                            | 1                                                               | 1                                                               | 3                                                               | 5                                                               |
| 11                                                              | Hongkong                                                        | 1                                                               | —                                                               | 3                                                               | 4                                                               |
| 12                                                              | Pakistan                                                        | 1                                                               | —                                                               | —                                                               | 1                                                               |
| 12                                                              | Syrien                                                          | 1                                                               | —                                                               | —                                                               | 1                                                               |
| 12                                                              | Vereinigte Arabische Emirate                                    | 1                                                               | —                                                               | —                                                               | 1                                                               |
| 15                                                              | Kirgisistan                                                     | —                                                               | 1                                                               | 2                                                               | 3                                                               |
| 15                                                              | Südkorea                                                        | —                                                               | 1                                                               | 2                                                               | 3                                                               |
| 17                                                              | Philippinen                                                     | —                                                               | 1                                                               | —                                                               | 1                                                               |
| 18                                                              | Irak                                                            | —                                                               | —                                                               | 1                                                               | 1                                                               |
| 18                                                              | Turkmenistan                                                    | —                                                               | —                                                               | 1                                                               | 1                                                               |
| Total                                                           | Total                                                           | 25                                                              | 25                                                              | 25                                                              | 75                                                              |

Die Leichtathletik-Wettbewerbe der Asian Indoor & Martial Arts Games 2017 fanden vom 18. bis zum 20. September 2017 in der Indoor Athletics Arena in Aşgabat statt. 

## Ergebnisse Männer

### 60 m
| Platz | Athlet                  | Land | Zeit (s) |
| ----- | ----------------------- | ---- | -------- |
| 1     | Hassan Taftian          | IRI  | 6,55 NR  |
| 2     | Eric Cray               | PHI  | 6,63     |
| 3     | Reza Ghasemi            | IRI  | 6,64 PB  |
| 4     | Barakat al-Harthi       | OMA  | 6,67     |
| 5     | Huang Yonglian          | CHN  | 6,71 PB  |
| 6     | Cho Kyu-won             | KOR  | 6,82     |
| 7     | Bandit Chuangchai       | THA  | 6,83     |
|       | Abdullah Abkar Mohammed | KSA  | DSQ      |

### 400 m
| Platz | Athlet              | Land | Zeit (s)  |
| ----- | ------------------- | ---- | --------- |
| 1     | Abdalelah Haroun    | QAT  | 45,68 GR  |
| 2     | Mazen al-Yasen      | KSA  | 46,35 NIR |
| 3     | Michail Litwin      | KAZ  | 46,51 NIR |
| 4     | Ali Khadivar        | IRI  | 47,04 NIR |
| 5     | Amoj Jacob          | IND  | 47,33 NIR |
| 6     | Ahmed Mubarak Saleh | OMA  | 48,46     |

### 800 m
| Platz | Athlet                  | Land | Zeit (min)  |
| ----- | ----------------------- | ---- | ----------- |
| 1     | Jamal Hairane           | QAT  | 1:49,33     |
| 2     | Indunil Herath          | SRI  | 1:49,45 NIR |
| 3     | Amir Moradi             | IRI  | 1:49,51     |
| 4     | Mussulman Dscholomanow  | KGZ  | 1:51,12 PB  |
| 5     | Mayouf Hassan Mayouf    | UAE  | 1:51,68     |
| 6     | Khurshidjon Akhmadaliev | UZB  | 1:52,81     |

### 1500 m
| Platz | Athlet            | Land | Zeit (min)  |
| ----- | ----------------- | ---- | ----------- |
| 1     | Ajay Kumar Saroj  | IND  | 3:48,67     |
| 2     | Mohammed Shaween  | KSA  | 3:49,65 NIR |
| 3     | Adnan Taess Akkar | IRQ  | 3:50,98     |
| 4     | Awwad Al-Sharafat | JOR  | 3:53,65 NIR |
| 5     | Hamza Driouch     | QAT  | 3:57,48     |
| 6     | Moslem Niadoost   | IRI  | 3:58,65     |
| 7     | Saud Al-Zaabi     | UAE  | 3:59,32     |
| 8     | Zhang Dayu        | CHN  | 4:08,38     |
|       | Paulo Amotun      | ROA  | DNS         |

### 3000 m
| Platz | Athlet               | Land | Zeit (min)  |
| ----- | -------------------- | ---- | ----------- |
| 1     | Govindan Lakshmanan  | IND  | 8:02,30     |
| 2     | Tariq Ahmed al-Amri  | KSA  | 8:03,98 PB  |
| 3     | Hossein Keyhani      | IRI  | 8:07,09 NIR |
| 4     | Hashim Mohamed Salah | QAT  | 8:07,60     |
| 5     | Yaser Salem Bagharab | QAT  | 8:07,67     |
| 6     | Nguyễn Văn Lai       | VIE  | 8:24,69 NIR |
| 7     | Ukuk Uthoo Bul       | ROA  | 8:33,02     |
| 8     | Sanchai Namkhet      | THA  | 8:36,95 PB  |

### 60 m Hürden
| Platz | Athlet                   | Land | Zeit (s)    |
| ----- | ------------------------ | ---- | ----------- |
| 1     | Ahmed al-Muwallad        | KSA  | 7,66 GR NIR |
| 2     | Lee Jung-joon            | KOR  | 7,77 NIR    |
| 3     | Cheung Wang Fung         | HKG  | 7,85 NIR    |
| 4     | Mahdi Abdullah Al-Othman | KSA  | 7,97 PB     |
| 5     | Apisit Puanglamyai       | THA  | 8,12        |
| 6     | Lu Hao-Hua               | TPE  | 8,13        |
| 7     | Ahmad Hazer              | LIB  | 8,23 NIR    |
| 8     | Lai Ho Tat Costa         | MAC  | 8,24        |

### 4 × 400 m Staffel
| Platz | Land                | Athleten                                                                     | Zeit (min)  |
| ----- | ------------------- | ---------------------------------------------------------------------------- | ----------- |
| 1     | Pakistan            | Asad Iqbal Mehboob Ali Nishat Ali Nokar Hussain                              | 3:11,40 NIR |
| 2     | Katar               | Abdalelah Haroun Mohamed Nasir Abbas Jamal Hairane Ali Hassan al-Jassim      | 3:12,58     |
| 3     | Thailand            | Apisit Chamsri Nattapong Kongkraphan Jirayu Pleenaram Phitchaya Sunthonthuam | 3:21,21     |
| 4     | Volksrepublik China | Zhang Renjie Wang Jianlong He Shitong Xu Bo                                  | 3:23,13     |
| 5     | Vanuatu             | Paul Wilson Nalau George Vinjaria Molisingi Daniel Philimon Nathan Kalman    | 3:29,30     |
|       | Turkmenistan        | Eziz Sähetnyýazow Azat Wemmiýew Begmyrat Makgaýew Denis Skorobogatow         | DSQ         |

### Hochsprung
| Platz | Athlet              | Land | Höhe (m)    |
| ----- | ------------------- | ---- | ----------- |
| 1     | Majd Eddin Ghazal   | SYR  | 2,26 GR     |
| 2     | Keyvan Ghanbarzadeh | IRI  | 2,26 =GR NR |
| 3     | Manjula Kumara      | SRI  | 2,21        |
| 4     | Mahamat Hamdi       | QAT  | 2,18        |
| 5     | Roman Loschkarew    | KAZ  | 2,10        |
| 6     | Dmitriy Melsitov    | UZB  | 2,10        |
| 7     | Liu Liming          | CHN  | 2,05 PB     |
| 8     | Saksit Sittichai    | THA  | 2,00        |

### Stabhochsprung
| Platz | Athlet                    | Land | Höche (m) |
| ----- | ------------------------- | ---- | --------- |
| 1     | Sergei Grigorjew          | KAZ  | 5,40 NR   |
| 2     | Porranot Purahong         | THA  | 5,20 PB   |
| 3     | Patsapong Amsam-Ang       | THA  | 5,20      |
| 4     | Muntaher Falih Abdulwahid | IRQ  | 5,10 =SB  |
| 5     | Chen Yang                 | CHN  | 4,60 PB   |
| 6     | Yang Lucheng              | CHN  | 4,40      |

### Weitsprung
| Platz | Athlet                  | Land | Weite (m) |
| ----- | ----------------------- | ---- | --------- |
| 1     | Nguyễn Tiến Trọng       | VIE  | 7,48 NR   |
| 2     | Amila Jayasiri          | SRI  | 7,45      |
| 3     | Chan Ming Tai           | HKG  | 7,44      |
| 4     | Janry Ubas              | PHI  | 7,40      |
| 5     | Lau Kin Hei             | HKG  | 7,32      |
| 6     | Sullia Ebrahim Samsheer | IND  | 7,18      |
| 7     | Phichet Tharuaruk       | THA  | 7,12      |
| 8     | He Xilong               | CHN  | 7,07      |

### Dreisprung
| Platz | Athlet                | Land | Weite (m) |
| ----- | --------------------- | ---- | --------- |
| 1     | Arpinder Singh        | IND  | 16,21     |
| 2     | Pratchaya Tepparak    | THA  | 16,12 NR  |
| 3     | Rashid al-Mannai      | QAT  | 15,99 NR  |
| 4     | Supot Boonnun         | THA  | 15,87     |
| 5     | Karthik Unnikrishnani | IND  | 15,84     |
| 6     | Hassan Nasser Dawshi  | KSA  | 15,61 PB  |
| 7     | Ruslan Qurbonov       | UZB  | 15,48     |
| 8     | Wan Hanchen           | CHN  | 15,26 PB  |

### Kugelstoßen
| Platz | Athlet             | Land | Weite (m) |
| ----- | ------------------ | ---- | --------- |
| 1     | Iwan Iwanow        | KAZ  | 19,60 GR  |
| 2     | Tejinder Pal Singh | IND  | 19,26 PB  |
| 3     | Jung Il-woo        | KOR  | 19,24 NIR |
| 4     | Sergey Dementyev   | UZB  | 18,87     |
| 5     | Om Prakash Karhana | IND  | 18,80     |
| 6     | Tian Zizhong       | CHN  | 18,42     |
| 7     | Liu Yang           | CHN  | 18,24     |
| 8     | Sultan al-Habashi  | KSA  | 18,16     |

### Siebenkampf
| Platz | Athlet                  | Land | Punkte   |
| ----- | ----------------------- | ---- | -------- |
| 1     | Mohammed Jasem al-Qaree | KSA  | 5343     |
| 2     | Sutthisak Singkhon      | THA  | 5332 NIR |
| 3     | Marat Khaydarov         | UZB  | 5018     |
| 4     | Adisak Meeboonya        | THA  | 4468     |
|       | Abhishek Nadubailu      | IND  | DNF      |

## Ergebnisse Frauen

### 60 m
| Platz | Athletin           | Land | Zeit (s) |
| ----- | ------------------ | ---- | -------- |
| 1     | Wiktorija Sjabkina | KAZ  | 7,32 =SB |
| 2     | Lê Tú Chinh        | VIE  | 7,36 PB  |
| 3     | Olga Safronowa     | KAZ  | 7,43 SB  |
| 4     | Dutee Chand        | IND  | 7,44     |
| 5     | Feng Lulu          | CHN  | 7,54     |
| 6     | Lam On Ki          | HKG  | 7,54     |
| 7     | Walentina Meredowa | TKM  | 7,58     |
|       | Nigina Sharipova   | UZB  | DSQ      |

Die ursprünglich Fünftplatzierte Usbekin Nigina Sharipova wurde nachträglich wegen eines Dopingverstoßes disqualifiziert.

### 400 m
| Platz | Athletin             | Land | Zeit (s) |
| ----- | -------------------- | ---- | -------- |
| 1     | Elina Michina        | KAZ  | 53,37    |
| 2     | Nguyễn Thị Hằng      | VIE  | 54,41 NR |
| 3     | Atchima Eng-Chuan    | THA  | 54,45 NR |
| 4     | Supanich Poolkerd    | THA  | 55,85 PB |
| 5     | Liang Yina           | CHN  | 56,32    |
| 6     | Kristina Pronschenko | TJK  | 56,89    |

### 800 m
| Platz | Athletin              | Land | Zeit (min) |
| ----- | --------------------- | ---- | ---------- |
| 1     | Gayanthika Abeyrathne | SRI  | 2:05,12    |
| 2     | Zhang Guiping         | CHN  | 2:07,65 PB |
| 3     | Arina Kleschtschukowa | KGZ  | 2:09,97    |
| 4     | Gulschanoi Satarowa   | KGZ  | 2:11,58 PB |
| 5     | Zulfizar Abdullaeva   | UZB  | 2:12,76    |
| 6     | Park Na-yeon          | KOR  | 2:14,20    |

### 1500 m
| Platz | Athletin              | Land | Zeit (min) |
| ----- | --------------------- | ---- | ---------- |
| 1     | P. U. Chitra          | IND  | 4:27,77    |
| 2     | Gulschanoi Satarowa   | KGZ  | 4:31,64 PB |
| 3     | Arina Kleschtschukowa | KGZ  | 4:34,16    |
| 4     | Li Chunhui            | CHN  | 4:41,07    |
| 5     | Zeng Ting             | CHN  | 4:43,00    |
| 6     | Mechranges Nasarowa   | TJK  | 4:50,73    |
| 7     | Woraphan Nuanlsri     | THA  | 4:51,42 NR |
| 8     | Sunisa Promsang       | THA  | 4:57,91    |

### 3000 m
| Platz | Athletin            | Land | Zeit (min)  |
| ----- | ------------------- | ---- | ----------- |
| 1     | Alia Saeed Mohammed | UAE  | 09:25,03    |
| 2     | Sanjivani Jadhav    | IND  | 09:26,34    |
| 3     | Wang Jinyu          | CHN  | 09:58,43    |
| 4     | Liu Fang            | CHN  | 10:10,38    |
| 5     | Woraphan Nuanlsri   | THA  | 10:15,23 NR |
| 6     | Gözel Çopanowa      | TKM  | 10:24,96 NR |
| 7     | Sharon Firisua      | SLB  | 10:28,34 NR |
| 8     | Suneeka Prichaprong | THA  | 10:35,56 PB |

### 60 m Hürden
| Platz | Athletin              | Land | Zeit (s) |
| ----- | --------------------- | ---- | -------- |
| 1     | Lui Lai Yiu           | HKG  | 8,41 PB  |
| 2     | Suchada Meesri        | THA  | 8,56 PB  |
| 3     | Anastassija Pilipenko | KAZ  | 8,59     |
| 4     | Valentina Kibalnikova | UZB  | 8,61     |
| 5     | Lin Ting-wei          | TPE  | 9,01     |
| 6     | Yao Hui               | CHN  | 9,10     |
| 7     | Maria Maratab         | PAK  | 9,33     |
| 8     | Chen Jiexin           | CHN  | 12,54    |

### 4 × 400 m Staffel
| Platz | Land                | Athletinnen                                                                   | Zeit (s)   |
| ----- | ------------------- | ----------------------------------------------------------------------------- | ---------- |
| 1     | Thailand            | Supanich Poolkerd Pornpan Hoemhuk Treewadee Yongphan Atchima Eng-Chuan        | 3:43,41 SB |
| 2     | Volksrepublik China | Li Xingyuan Tao Yanan Zhu Cuiwei Wang Meiru                                   | 3:47,35    |
| 3     | Turkmenistan        | Walentina Meredowa Mariýa Rozymowa Täjigözel Orazgeldiýewa Ýelena Rýabowa     | 3:50,39 NR |
|       | Jordanien           | Aliya Boshnak Rita Mohammed Abdalla Noor Wael Al-Qadi Anoud Mohammad Muhaisen | DSQ        |
|       | Kasachstan          | Anastassija Pilipenko Olga Safronowa Wiktorija Sjabkina Elina Michina         | DSQ        |

### Hochsprung
| Platz | Athletin            | Land | Höhe (m) |
| ----- | ------------------- | ---- | -------- |
| 1     | Nadiya Dusanova     | UZB  | 1,86     |
| 2     | Safina Saʼdullayeva | UZB  | 1,83     |
| 3     | Yeung Man Wai       | HKG  | 1,83 NR  |
| 4     | Wanida Boonwan      | THA  | 1,79     |
| 5     | Dương Thị Việt Anh  | VIE  | 1,75     |
| 6     | Seok Mi-jung        | KOR  | 1,70     |
|       | Diana Khasawneh     | JOR  | NM       |

### Weitsprung
| Platz | Athletin           | Land | Weite (m) |
| ----- | ------------------ | ---- | --------- |
| 1     | Olga Rypakowa      | KAZ  | 6,43      |
| 2     | Bùi Thị Thu Thảo   | VIE  | 6,36 NR   |
| 3     | Neena Varakil      | IND  | 6,04      |
| 4     | Gong Luying        | CHN  | 5,99      |
| 5     | Marestella Sunang  | PHI  | 5,97      |
| 6     | Yue Ya Xin         | HKG  | 5,61      |
| 7     | Walentina Meredowa | TKM  | 5,58      |
| 8     | Chan Ka Sin        | HKG  | 5,52      |

### Dreisprung
| Platz | Athletin                | Land | Weite (m) |
| ----- | ----------------------- | ---- | --------- |
| 1     | Olga Rypakowa           | KAZ  | 14,32     |
| 2     | Marija Owtschinnikowa   | KAZ  | 13,21     |
| 3     | Tan Qiujiao             | CHN  | 13,10 PB  |
| 4     | Nellickal Verkay Sheena | IND  | 12,96     |
| 5     | Pan Youqi               | CHN  | 12,91     |
| 6     | Parinya Chuaimaroeng    | THA  | 12,87 PB  |
| 7     | Vidusha Lakshani        | SRI  | 12,51 NR  |
| 8     | Maria Maratab           | PAK  | 11,52 NR  |

### Kugelstoßen
| Platz | Athletin                     | Land | Weite (m) |
| ----- | ---------------------------- | ---- | --------- |
| 1     | Bian Ka                      | CHN  | 17,34     |
| 2     | Yelena Smolyanova            | UZB  | 15,60 PB  |
| 3     | Lee Su-jung                  | KOR  | 15,54     |
| 4     | Areerat Intadis              | THA  | 14,70 PB  |
| 5     | Tereapii O Jean Ki Nz Tapoki | COK  | 13,39     |
| 6     | Athima Saowaphaiboon         | THA  | 13,09     |
| 7     | Zeenat Parveen               | PAK  | 12,34 PB  |
| 8     | Mereoni Bonasere             | FIJ  | 12,34 PB  |

### Fünfkampf
| Platz | Athletin               | Land | Punkte  |
| ----- | ---------------------- | ---- | ------- |
| 1     | Purnima Hembram        | IND  | 4062 NR |
| 2     | Wassana Winatho        | THA  | 3915 PB |
| 3     | Sunisa Khotseemueang   | THA  | 3903 PB |
| 4     | Irina Welihanowa       | TKM  | 3787 NR |
| 5     | Sepideh Tavakoli       | IRI  | 3692    |
| 6     | Aleksandra Yurkevskaya | UZB  | 3671    |
| 7     | Olena Hudaýbergenowa   | TKM  | 3038    |